# سلطنة إليسو
سلطنة إليسو، كانت سلطنة في القرنين الثامن عشر والتاسع عشر.

## الجغرافية والسكان والحكومة
تقع أغلب سلطنة إليسو على المنحدر الجنوبي لجبال القوقاز في ما يعرف الآن بشمال غرب أذربيجان، وتمتد من شمال قمة الجبل إلى وادي نهر ألازاني. كانت خانات شيروان تقع إلى الجنوب الشرقي في الأراضي المنخفضة، وكانت مجتمعات دجارو-بيلوكاني تقع إلى الشمال الغربي على طول الجبال. كانت دجارو-بيلوكاني وإليسو مرتبطتين ارتباطًا وثيقًا. كان الشمال الجبلي يسكنهُ التساخوريون وكان الأذربيجانيون والإنغيلويوين (الجورجيون المسلمون) يسكنون الأراضي المنخفضة. كانت الطبقة العليا هم التساخوريون. في الاصطلاح المحلي، كان السلطان أقل من الخان وأعلى من بك. كانت السلطنة وراثية جزئيًا وانتخابية جزئيًا من قبل جماعة أو جمعية من الأعيان. غالبًا ما كان السلطان يُثبت من قبل الشاه الفارسي. في حالات قليلة يُعارض السلطان من قبل أي شخص لديه جيش كبير في مكان قريب. لعدة أغراض، كان السلطان عضوًا تقريبًا في عصبة دجارو-بيلوكاني.

## التاريخ
بدأ تاريخ السلطنة من الجبال الشمالية في الروافد العليا لنهر السامور (منطقة روتولسكي) مع شعب تساخور - الفرع الغربي من الليزجيين. شكلوا خانات تساخور ودفعوا الجزية لدولة شمخالات غازي قمق. في القرن الخامس عشر، بدأ شعب تساخور في التحرك جنوبًا عبر قمة الجبل باتجاه نهر ألازاني. واستقروا في مقاطعة هيريتي في مملكة كاخيتي. في أوائل القرن السابع عشر، استولى شاه عباس الأول من بلاد فارس على هذه الأراضي من ملك كاخيتي ومنحها للعشائر الإقطاعية الداغستانية التي تمتعت بدرجة من الحكم الذاتي (مجتمع دجار-بيلكاني، سلطنة إليسو). كانت المنطقة "أولكا" لخانية شيروان. كان الحكام أيضًا تابعين لبلاد فارس وأحيانًا لدولة العثمانية، اعتمادًا على القوة النسبية لكل منهما. في بداية القرن الثامن عشر، انتقلت العاصمة جنوبًا من بلدة تساخور إلى إليسو، حيث سُميت سلطنة عليها. تنتمي سلالة إليسو إلى الطائفة الإسلامية السنية. كان أول حاكم من سلالة إليسو هو السلطان آدي كوركلو بك، الذي أسس سلطنة إليسو في 8 مارس 1563. كان من تساخور. في عام 1711 كانت هناك حركة واسعة النطاق مناهضة للفرس كانت جزءًا من الصراع السني الشيعي. استولى القائد علي سلطان إليسو على منطقة واسعة وجعله الأتراك بيلربك لشاكي. استطاع نادر شاه طرد الأتراك في عام 1735. عندما عاد جيشه جنوبًا، ثار مجتمع جارو بيلوكاني وإليسو مرة أخرى (1738). قُتل شقيق نادر أثناء قمعهُما لتلك الثورة وتم استبدال علي سلطان بالقوة بابنه. في مرحلة ما، دخل نادر نفسه إليسو وأحرق جزءًا منها. وبمجرد مغادرته، عاد البيكات الذين فروا إلى الجبال، واستبدلو بسلطانه الدمية الذي وضعهُ نادر شاه الأول.
استولى الروس على مملكة كارتلي-كاخيتي في عام 1801، وفي الفترة من 1803 إلى 1806، شق بافل تسيتيانوف طريقهُ شرقًا إلى بحر قزوين. وفي أبريل، أخضع الجنرال جولياكوف منطقة دجارو-بيلوكاني. واستسلموا وضمت سلطنة إليسو إلى استسلامهم. وفي أكتوبر، انتفض سكان الجبال مرة أخرى بمساعدة خانات غازي قمق وهُزموا. وفي يناير 1804، طاردهم جولياكوف في أعماق الجبال وقُتل هُناك. لم يدفع الدجاريون الجزية، وألقوا باللوم على السلطان، وفي عام 1805، حل محله أحمد خان الذي ذهب إلى تفليس (تبليسي) ليعرض الاستسلام. وخلال الحرب الفارسية في عام 1826، طرد البيك أحمد خان وحل محله بالا-آغا-بيك. وعاد الروس، وأعادوا أحمد وأخذوا بالا-آغا مقيدًا بالسلاسل.
في عام 1830 ثار دجاريون ثم استسلموا عندما اقتربت منهم القوات الروسية. وتم وضعهم تحت حكم منطقة دجاري مع ضم السلطنة إليهم. وفي نفس العام أصبح دانيال بك سلطانًا. وفي عام 1842، عندما كانت حرب المريديين (الغزو الروسي للشيشان وداغستان) تسير على نحو سيئ بالنسبة للروس، تم وضع السلطنة تحت حكم أوكروغ دجاريو-بيلوكاني العسكري تحت قيادة الجنرال شوارتز. وبحلول عام 1844، انضم دانيال سلطان إلى قوات شامل. استولى شوارتز على إليسو وألغيت السلطنة. فر دانيال وأصبح أحد أفضل ضباط شامل. وتزوجت ابنته من ابن شامل. وعندما انهارت حركة شامل، استسلم للعفو العام الذي أعلنه الاحتلال الروسي. توفي آخر سلطان لإيسو في الدولة العثمانية عام 1873 في إسطنبول. يعيش أحفاده اليوم في أذربيجان، في مدن قاخ وشاكي ونبياغالي وغويتشاي وكنجه وباكو، ويستخدمون لقب سلطانوف للذكور وسلطانوفا للإناث. كما يعيش أحفاده أيضًا في تركيا، في مدينة إسطنبول.